# روح‌المعانی
روح المعانی از تفاسیر متاخر اهل سنت و یکی از معروف‌ترین آثار شهاب‌الدین آلوسی است.این کتاب به علت سند دهی به کتب حدیثی مشهور است.